# Mexikos flagga
Mexikos flagga började användas 1821. Den är vertikalt tredelad med band i grönt, vitt och rött. Den gröna färgen symboliserar oberoende, den vita står för den rena religionen och det röda fältet är en symbol för de mexikanska delstaternas enighet. Mitt på flaggan finns statsvapnet, som föreställer en örn som sitter på en kaktus och har en orm i näbben. Flaggan användes ursprungligen av de befrielserörelser som ville att Mexiko skulle bli oberoende av det spanska kolonialväldet. Förebilden var den franska trikoloren. Statsvapnet infördes i flaggan för att den skulle bli lättare att skilja från Italiens flagga. Flaggan antogs i sin nuvarande utformning den 16 september 1968 och har proportionerna 4:7.

## Färger
| Färgschema  | Grön | Grön         | Vit | Vit         | Röd | Röd        |
| ----------- | ---- | ------------ | --- | ----------- | --- | ---------- |
| Pantone     |      | 3425c        |     | Safe        |     | 186c       |
| RGB         |      | 0-104-71     |     | 255-255-255 |     | 206-17-38  |
| CMYK        |      | 100-34-93-30 |     | 0-0-0-0     |     | 0-92-82-19 |
| HTML-färger |      | 006847       |     | FFFFFF      |     | CE1126     |